# Liste der Geotope im Landkreis Erding
Diese Liste enthält die Geotope des Oberbayerischen Landkreises Erding in Bayern.
Die Liste enthält die amtlichen Bezeichnungen für Namen und Nummern des Bayerischen Landesamt für Umwelt (LfU) sowie deren geographische Lage. Diese Liste ist möglicherweise unvollständig. Im Geotopkataster Bayern sind etwa 3.400 Geotope (Stand März 2020) erfasst. Das LfU sieht einige Geotope nicht für die Veröffentlichung im Internet geeignet. Einige Objekte sind zum Beispiel nicht gefahrlos zugänglich oder dürfen aus anderen Gründen nur eingeschränkt betreten werden.
| Name                                      | Bild           | Geotop ID | Gemeinde / Lage         | Geologische Raumeinheit | Beschreibung | Fläche m² / Ausdehnung m | Geologie                                        | Aufschlussart       | Wert      | Schutzstatus                          | Bemerkung |
| ----------------------------------------- | -------------- | --------- | ----------------------- | ----------------------- | --- | ------------------------ | ----------------------------------------------- | ------------------- | --------- | ------------------------------------- | --------- |
| Interglaziale Ablagerungen bei Eichenried | weitere Bilder | 177A001   | Moosinning Position     | Paar-Isar-Region        | Bei Eichenried findet man in einem kleinen ehemaligen Abbau warmzeitliche Ablagerungen zwischen Hochterrassenschotter und jüngeren Deckenschottern mit Molluskenfauna und Resten einer Bodenbildung (braune Rendzina).Müllablagerungen beeinträchtigen das Bild. | 160 20 × 8               | Typ: Fossiler Boden, Schichtfolge Art: Schotter | Hanganriss/Felswand | wertvoll  | Landschaftsschutzgebiet               |           |
| Erratischer Block bei Sollach NE von Isen |                | 177R001   | Sankt Wolfgang Position | Inn-Region              | Die große Gneisplatte ist z. T. mit Erde bedeckt, war 2007 nicht auffindbar. | 20 5 × 4                 | Typ: Findling Art: Gneis                        | Block               | wertvoll  | Naturdenkmal                          |           |
| Erratischer Block in Forstern             |                | 177R002   | Forstern Position       | Inn-Region              | Es handelt sich um angewitterten Nummulitenkalksandstein aus dem Inntal. Der Block wurde beim Kiesabbau nördlich von Forstern gefunden und dann zunächst neben der Staatsstraße St2331 aufgestellt, wo er für viele Jahre verblieb und als Naturdenkmal ausgewiesen wurde. Im Zuge einer Baumaßnahme wurde er 2006 mit Zustimmung der Unteren Naturschutzbehörde in das Schulzentrum in Forstern umgelagert. | 12 4 × 3                 | Typ: Findling Art: Kalkstein                    | Block               | wertvoll  | Naturdenkmal                          |           |
| Sinterbildung W von Niederwörth           | weitere Bilder | 177R003   | Erding Position         | Paar-Isar-Region        | Die Kalktuffsande sind subhydrische Bildungen aus dem älteren Holozän. | 12000 150 × 80           | Typ: Sinterbildung Art: Kalktuff                | kein Aufschluss     | bedeutend | Naturdenkmal, Landschaftsschutzgebiet |           |